# Brand in Hotel Polen
De brand in Hotel Polen vond plaats op 9 mei 1977. Bij de ramp brandde een hotel in het centrum van Amsterdam tot op de grond toe af. Hierbij vielen 33 doden en raakten 21 mensen zwaargewond. Het was de dodelijkste brand in Nederland sinds de Tweede Wereldoorlog. Het hotel bevond zich tussen de Kalverstraat en het Rokin, nabij Madame Tussaud. Op deze plek werd na de brand het Rokin Plaza gebouwd (1981-83), waar de Papenbroekssteeg doorheen loopt. 

## Achtergrond
Het hotel dankte zijn naam aan een Poolse zakenman die rond 1500 op de plaats van het latere hotel woonde. Aan het eind van de 18e eeuw werd in de Kalverstraat een bar geopend met de naam 'Het Poolsche Koffiehuis' die naar hem verwees. Rond 1891 draaide de zaak zo goed, dat tot uitbreiding werd overgegaan. Het pand aan de achterkant, gelegen aan het Rokin, werd aangekocht en op de bovenste verdiepingen werd een hotel gerealiseerd. Het pand aan het Rokin was van de hand van architect Eduard Cuypers, die ook het gebouw van het Algemeen Handelsblad aan de Nieuwezijds Voorburgwal en het pand Spui 10 op zijn naam heeft staan. In de vestibule van het hotel was een groot tegeltableau van Plateelfabriek De Distel aangebracht. Een 90 cm hoog deel ervan bestaat nog. Het behoort tot de collectie Meentwijck en is in bruikleen afgestaan aan Keramisch Museum Goedewagen.
Hotel Polen stond bekend als een duur en exclusief hotel en kende een grote populariteit. In de jaren zeventig van de 20e eeuw kwam er een einde aan de goede naam van het hotel en raakte het in verval. Door de teruglopende zaken moest het café-restaurant op de benedenverdieping in 1974 worden afgestoten. Deze grote ruimte werd verhuurd aan meubelzaak ‘Inden Leer’. Het hotel bleef ondanks de zware tijden open en maakte deel uit van het Krasnapolskyconcern.
Het gebouw bestond uit een houten draagconstructie met stenen gevels. Er waren geen branddetectie- of -bestrijdingsmiddelen zoals rookmelders, brandblussers of sprinklers aanwezig. Bovendien kende het hotel geen goede vluchtwegen. Het gebouw was door de brandweer gecontroleerd en niet veilig bevonden. Verbeteringen in de veiligheid bleven uit.

## Brand
In de nacht van zondag 8 op maandag 9 mei 1977 logeerden er ruim 100 mensen in Hotel Polen, onder wie een grote groep Zweedse toeristen. Rond 6.20 uur in de ochtend wilde het hotelpersoneel het ontbijt voorbereiden toen een van hen een brandlucht waarnam, die uit de etenslift bleek te komen. De portier werd gealarmeerd en deze goot een paar emmers water leeg in de schacht. Even later begon het hotel zich te vullen met rook. De nachtportier probeerde daarna de brandweer te alarmeren, maar het vuur had de balie op de begane grond al bereikt. De nachtportier wist het Rokin te bereiken waar hij de wasserijtruck van het hotel staande hield. Hij gaf de chauffeur de opdracht om naar Hotel Krasnapolsky te rijden om ze te waarschuwen en daar de brandweer te bellen. Hij besloot terug het hotel in te gaan om de gasten te waarschuwen.
Tegen 6.30 uur begon het vuur zich ineens razendsnel door het pand te verspreiden, maar aan de buitenkant was nog niets waar te nemen. Door de houten constructie stond het pand binnen de kortste keren in lichterlaaie. De gasten op de bovenste verdiepingen konden niet meer wegkomen en stonden in paniek in de raamkozijnen en op de balkons. Bij sommige andere gasten had de brand de kamer al bereikt en zij sprongen uit angst het raam uit.
Door de late alarmering arriveerde pas om 6.42 uur de eerste brandweerauto, terwijl er op straat al een aantal doden en zwaargewonden lagen die uit hun hotelkamerraam waren gesprongen. Op de begane grond stond inmiddels ook meubelzaak Inden in brand. De brandweer probeerde in de aanliggende Kalverstraat een springzeil uit te klappen, maar de straat bleek daarvoor te smal.
Aan de voorzijde op het Rokin ging de reddingsactie van de brandweer ook niet vlekkeloos. Er stonden zoveel gillende mensen op richels van ramen dat men niet wist wie men als eerste moest redden. Ook ging er veel tijd verloren doordat sommige mensen hun bagage in het springzeil gooiden, waardoor niemand erin kon springen. Een aantal mensen raakten zwaargewond doordat ze niet goed in het zeil terechtkwamen.
Even voor 7.00 uur stortte aan de zijde van de Kalverstraat de houten constructie geheel in. Het brandend puin kwam neer op een ladderwagen van de brandweer in de straat. De brandweerlieden konden zich nog net in veiligheid brengen. Het vuur sloeg over naar de naastgelegen boekhandel De Slegte, die ook uitbrandde. Een groot aantal winkels in de omgeving werd geraakt door brandend en vallend puin.
Om 8.37 uur was ook de houten constructie aan de voorzijde van het hotel doorgebrand. Toen er grote scheuren ontstonden en balkons afbraken, zag de brandweer dat het gebouw ieder moment kon instorten. Sommige balkons stortten op straat, tussen de doden en zwaargewonden in. Ondanks het feit dat er nog mensen in het gebouw waren en anderen zwaargewond rond het pand lagen kon de brandweer niets anders doen dan vluchten. In een enorme stofwolk kwam het hele hotel naar beneden en werd het met de grond gelijkgemaakt. Verdere hulpverlening was niet meer mogelijk.
De brandweer ging over tot het blussen van de rokende puinhopen. Tegen 9.30 uur werd het sein brand meester gegeven. Wat overbleef was een gapend gat met een berg puin tussen de overige gebouwen. Van het hotel, de meubelzaak en de boekhandel was bijna niets meer over. Door de brand in de boekhandel gingen duizenden antieke kunstboeken verloren.
De ramp eiste een flink aantal slachtoffers. 33 mensen kwamen om het leven: 32 toeristen, waaronder 17 Zweden, en de bewoonster van het appartement boven de boekhandel. Achttien lichamen werden verkoold uit de puinhopen geborgen. Dertien uit ramen gesprongen mensen raakten zwaargewond of overleden. Van de 57 mensen die gewond raakten hadden er 21 ernstige verwondingen.

## Oorzaak
De oorzaak van de brand was niet meer met zekerheid vast te stellen als gevolg van het instorten van het gebouw. Er woedde mogelijk al een hele tijd een sluimerend brandje in de onder het hotel liggende meubelzaak ‘Inden Leer’. Het openen van de deur in de liftschacht in de ochtend zou ervoor gezorgd hebben dat er zuurstof bij kwam en het vuur zich snel kon verspreiden. Een theorie is dat die brand gesticht zou zijn door inbrekers die hun sporen probeerden uit te wissen. Voor deze inbraak is echter geen bewijs en er zijn ook geen aanhoudingen voor verricht.
Er konden bij de brand zoveel doden en gewonden vallen door de houten constructie van het gebouw, te weinig vluchtwegen (die tevens slecht aangegeven waren), het veel te laat alarmeren van de brandweer en gasten en het niet aanwezig zijn van blusmateriaal en brandmeldapparatuur.